# Imperia (provins)
Imperia är en provins i regionen Ligurien i Italien. Imperia är huvudort i provinsen. Provinsen bildades 1860 av områden från provinsen Nice som inte tillföll Frankrike i Turinfordraget 1860. Namnet på provinsen var Porto Maurizio efter dåvarande huvudstaden Porto Maurizio fram till 1923 när städerna slogs samman under namnet Imperia.

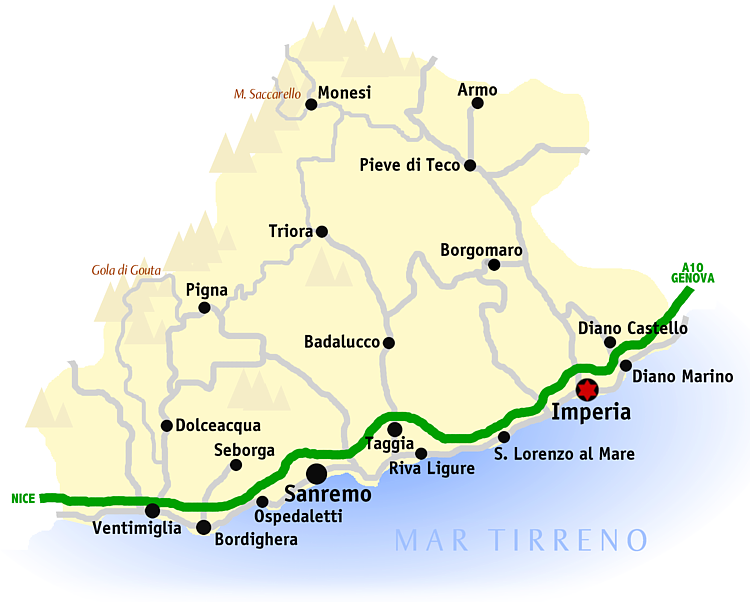
Karta över provinsen

## Administration
Provinsen Imperia är indelad i 66 comuni (kommuner). Bland dessa kan nämnas Isolabona alla andra finns i lista över kommuner i provinsen Imperia.
| Datum          | Ny kommun         | Kommuner som upphörde        |
| -------------- | ----------------- | ---------------------------- |
| 1 januari 2018 | Montalto Carpasio | Carpasio och Montalto Ligure |